# Birkastaden

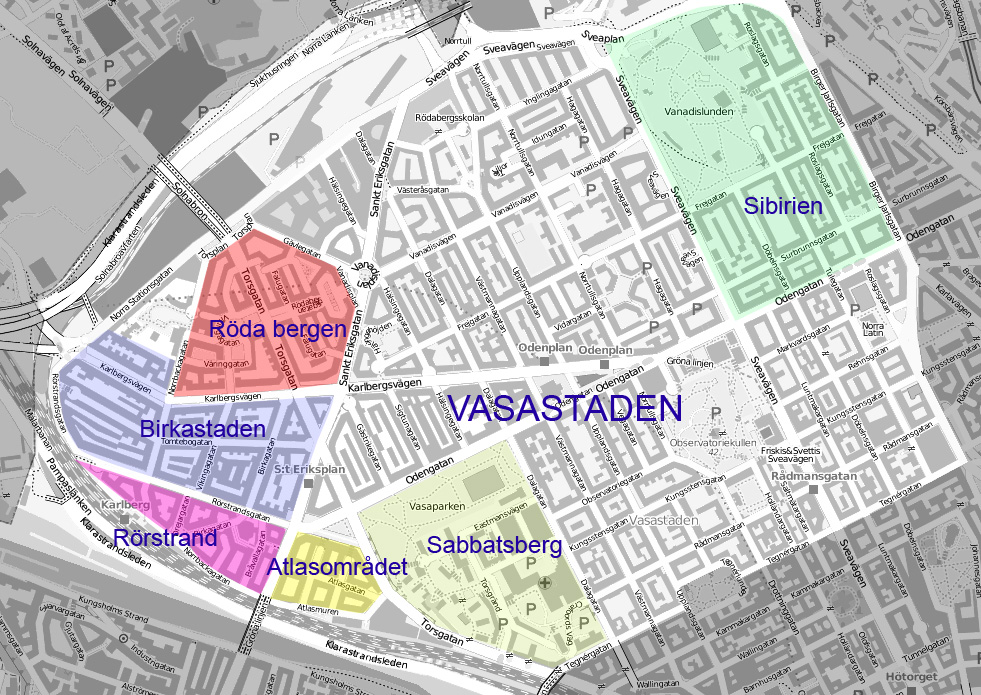
Karta över Vasastan och de informella områdena Birkastan, Röda bergen, Sibirien, Rörstrand, Atlasområdet och Sabbatsberg.

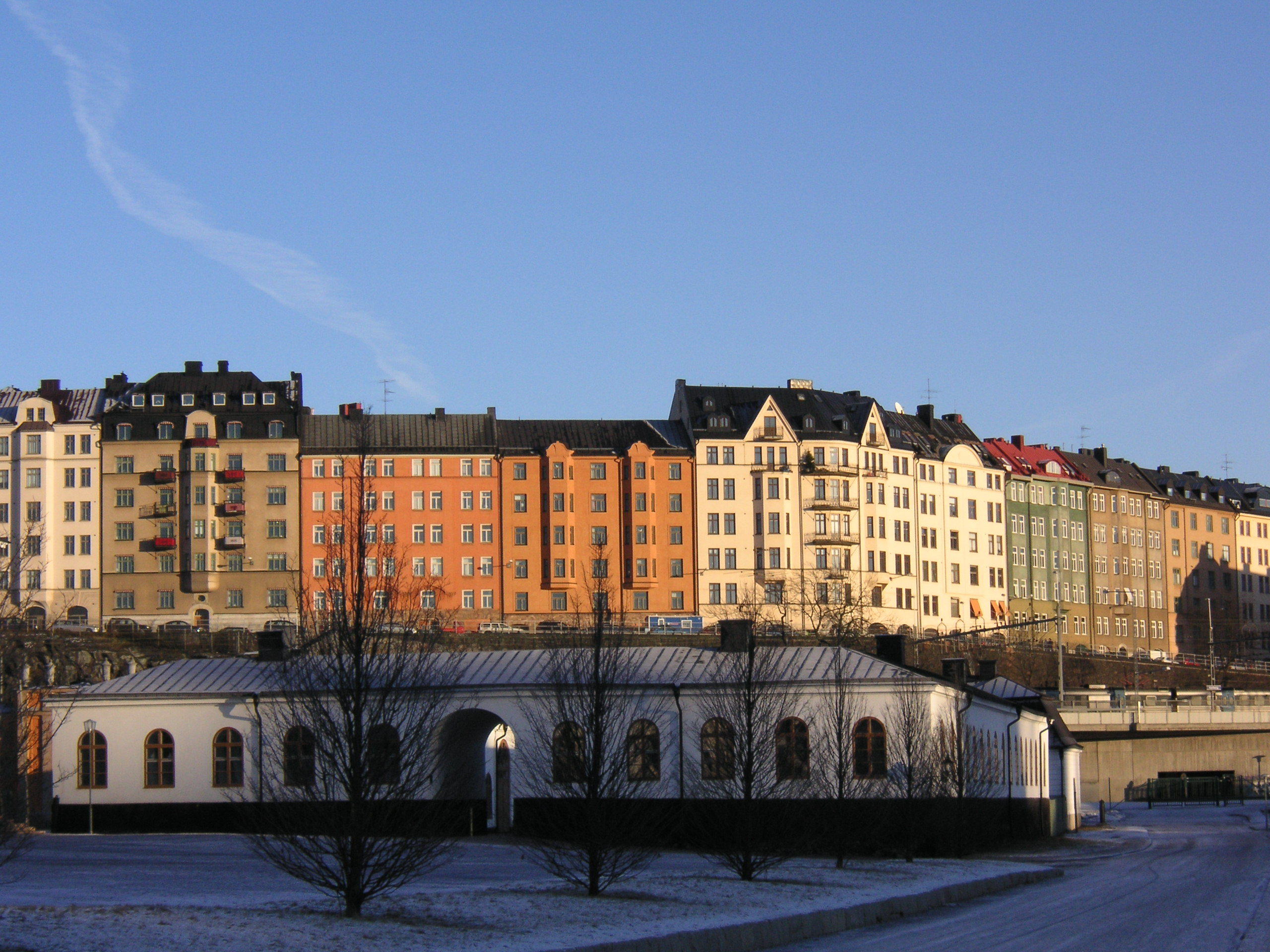
Vy från Karlbergs slott över husfasader längs Rörstrandsgatans västra del, 2005.

Vy över kvarteret Eldaren (Birkagatan/Rörstrandsgatan), uppfört 1902–1903. Foto från 1940-talet.

Birkastaden (även Birkastan) är ett informellt område i sydvästra delen av stadsdelen Vasastaden i Stockholms innerstad.
Birkastaden har inga officiellt fastställda gränser, men i en inventering av Stadsmuseet i Stockholm från 1974 avgränsas området av Sankt Eriksgatan, Karlbergsvägen, Norra Stationsgatan och Rörstrandsgatan. I andra sammanhang, till exempel lägenhetsannonser, är det inte ovanligt att även Rörstrandsområdet ned mot järnvägen (Ostkustbanan, Mälarbanan) räknas till Birkastan.
Bebyggelsen i Birkastaden är huvudsakligen uppförd omkring 1902–1912. Genom området löper Birkagatan, efter vilken området fått sitt namn. När gatan namngavs 1887 pågick Hjalmar Stolpes utgrävningar av Birka på Björkö i Mälaren.
Området söder om Rörstrandsgatan brukar kallas Rörstrand. Eftersom Rörstrands porslinsfabrik låg i Birkastaden – som också gränsade till Atlasområdet – planerades Birkastaden som en arbetarstadsdel med mängder av billiga en- och tvårummare.

## Birkastadens historia
Birkastaden är ett område som finns i Vasastaden. Detta område är beläget i den västra delen av Vasastaden. De kvarter som anses tillhöra Birkastaden är Eldaren, Formen, Degeln, Kadetten, Gjutaren, Koppen, Skålen, Modellen, Ugnen, Smältan och Volontären. I stadsplanen för utbyggnad av Norrmalm ingick också området Birkastaden. Birkastaden har ansetts vara en typisk arbetarstadsdel men dock bodde det en stor blandning av människor här och särskilt många från stadens fabriker, renhållningsarbetare och människor som var anställda av SJ. De gator som fanns i planen till en början år 1879 var Rörstrandsgatan, Karlbergsvägen, Torsgatan och Norrbackagatan. I regleringsplanen år 1886 tillkom fler gator, bland andra Vikingagatan, Tomtebogatan och Birkagatan, för att bryta upp de jättelika kvartersblocken i mindre kvarter. Planerna kommer främst från stadsplanen år 1866 som grundades av Albert Lindhagen. Området byggdes ut under större delen av åren 1902–1912. Under 1880-talet byggdes redan kvarteret Skålen, Norrbackagatan 25 och Karlbergsvägen 76 och dessa var stenhus med fyra våningar. I samma kvarter byggdes sedan Karlbergsvägen 74 och Karlbergsvägen 70 A och B i slutet av 1890-talet men dessa hade då fem våningar. Den västra delen av kvarteret Skålen började byggas år 1902 och hade tre våningar åt Norrbackagatan som var tänkt för tjänstemän och anställda arbetare. De åtta kvarteren på båda sidor av Tomtebogatan började inte byggas förrän åren 1896–1898 eftersom Rörstrand inte hade godkänt bebyggelsen. Nu tillät de bebyggelse av fem våningshus samt gårdshus i kvarteret Gjutaren vid Birkagatan. Sedan åren 1902–1903 började bebyggelse på båda sidor av Birkagatan norr om Rörstrandsgatan och sedan östra delen av Tomtebogatan. Kvarter som Formen och andra kvarter vid Karlbergsvägen som Smältan och Modellen byggdes. Åren 1905–1906 nådde Birkastan sin topp gällande bebyggelse, bland annat byggdes kvarteren Ugnen, Volontären, Smältan och södra delen av Kadetten. Därefter byggdes det inte lika mycket och lika fort länge på grund av överproduktion samt att flera hus bytte ägare under kort tid och därför stod flera hus halvfärdiga och gjorde så under en längre period. Birkastaden fick mycket kritik i olika tidningar när det byggdes, bland annat i Dagens Nyheter. En artikel år 1909 skriver bland annat hur trista gatorna och husen var, "gatorna ... erbjuda samma trista anblick som husen som kanta dem - de se halffärdiga ut, anlagda, som det synes, utan all tanke på snygghet och bekvämlighet". Detta var inga positiva saker att läsa för de som bodde i Birkastaden under den här tiden. Kritiken fortsatte i tidningarna något år senare och flera arga läsare skickade in insändare om Birkastaden. En insändare hade rubriken "En i smuts sjunkande stad" om det "är meningen att de beklagansvärda invånarna i den s k Birkastaden skola ömkligen omkomma, platt förgås och kväfvas i lervällingen". Detta på grund av att det fanns massvis med halvfärdiga byggnader. Företaget Rörstrand AB var från början de som ägde marken i området. De hade ett avtal med staden att 1 juni 1886 åta sig ansvaret för att färdigställa gatorna inom Birkastan på cirka 15 till 20 år beroende på gata. Eftersom byggandet av Birkastaden startade så pass sent var det nästan omöjligt att gatorna skulle vara färdigställda inom åren 1901 till 1906. Birkagatan var den enda och första gatan som blev klar inom tidsperioden. Denna gata blev nog klar i tid eftersom den var vinkelrät mot Rörstrands huvudport. Gatorna i Birkastaden gav ett halvfärdigt intryck samt de oavslutade husbyggena gjorde att stadsdelen fick ett negativt rykte och utseende. Flera tidningar skrev och noterade att fler än ett tiotal byggen låg nere under året 1909. Flera av husen i Birkastaden har genomgått förändringar och blivit mer moderna sedan uppförandet. Några av husen har fått tillgång till centralvärme som gjorde att lägenheterna i husen fick värme. Sedan sattes det in badrum och dusch i vissa fastigheter som gjorde att renligheten ökade dramatiskt. Vissa hus revs under 1960-talet för de var i alltför dåligt skick och ersattes med fastigheter som var inspirerade av 1930-talet.

### Fastigheterna och arkitekturen i Birkastaden
Bostadshusen i Birkastaden är alla nästan av samma sort på grund av att de flesta av husen byggdes under samma tidsperiod samt att det fanns få arkitekter och arkitektfirmor. Majoriteten av fastigheterna är byggda i så kallad Berlinstilen som var vanlig under den här tiden i Skandinavien och Mellaneuropa. Det som menas med Berlinstilen är att husen har 5-6 våningar och har fått kritik för att likna kasernhus mot gatan. Mot gården innanför fanns det stora gårdshus samt en mycket trång bakgård. I Birkastaden fanns det cirka 150 fastigheter och arkitektfirman Dorph & Höög som bytte namn år 1910 till Höög & Morssing ritade 50 samt 9 av husen. Arkitekten Höög var med och ritade nästan 60 fastigheter, vilket är nästan hälften av alla bostadshus som finns i Birkastaden. O Jonsson har ritat totalt 8 fastigheter och 4 av dem var hörnfastigheter. Ytterligare arkitekter som ritade flera hus var S Kjellberg som ritade 6 hus och Hagström & Ekman som också ritade 6 hus. Sedan fanns det ett flertal andra arkitekter som ritade ett mindre antal hus i Birkastaden. Dorph & Höög ritade flest fastigheter och hade bäst kontakt med Rörstrands som ägde tomterna i området. Totalt har Dorph och Höög ritat 240 fastigheter i hela staden. De husen de ritade i Birkastaden hade en balans mellan jugend utformning och vissa drag från rokoko och barock. Dock fick husen inte alla detaljer som de ritade eftersom ekonomin inte tillät det. Höög & Morssings byggnader som de ritade från 1910-talet var särskilt unika och speciella genom att deras fyra fastigheter låg intill varandra och kvarteret Skålen vid adresserna Karlbergsvägen 78-84 var i nationalromantisk stil. Detta innebär att husen har tegelklädda fasader och mönster, murad dekor, burspråk, gavlar och smårutiga fönsterpartier.

#### Lägenheterna i Birkastaden
Planlösningarna var ofta enkla och rediga med breda gatuhus och flyglar kunde förekomma. Husen var ofta kallade T-hus med en gårdsflygel mitt i fastigheten. Gårdshusen var mörka och trånga speciellt i kvarteren Volontären och Ugnen. Gårdshusen hade oftast 1-2 rum med kök och hade en enklare utformning till exempel färre snickerier och kakelugnar än vad de ofta större gatuhusen hade. Gatuhusen var större än gårdshusen och hade oftast 2-4 rum med kök och de större lägenheterna hade jungfrukammare. De stora lägenheterna hade nya moderna bekvämligheter som WC, gasspis, elektrisk belysning, diskho, rinnande vatten och i vissa fall ett duschrum. De små lägenheterna saknade bekvämligheterna som rinnande vatten, WC eller gasspis. De fick använda vedeldad spis och torrklosetter på vinden eller ute på gården. Det fanns dock lägenhetshus där gatuhuset och gårdshuset var mycket lika. Rörstrand hade tre fastigheter i kvarteret Volontären som var till för arbetarna och dessa fastigheter var både gårdshus och gatuhus. Adresserna var Tomtebogatan 45, 47 och 49 samt fastigheten Smältan 3 med adressen Karlbergsvägen 63. Dessa lägenheter hade exakt samma planlösning och var enkla samt mycket små.